# Félix Auger-Aliassime
Félix Auger-Aliassime (Montreal, 8 de agosto de 2000) es un tenista canadiense.
Sus mayores logros en su carrera han sido llegar a las semifinales del US Open 2021, Miami 2018, París 2022 y a la final Madrid 2024; asimismo, las victorias más importantes en su carrera han sido frente a Carlos Alcaraz número 1 del mundo; Rafael Nadal, Stéfanos Tsitsipás, Alexander Zverev que eran top-5 al momento del encuentro; Andrey Rublev, Matteo Berrettini, Roger Federer, Novak Djokovic, Diego Schwartzman que eran Top-10 al momento del partido. Es el último jugador en ganar al Big 3, ganó a Roger Federer en 2021 y a Novak Djokovic y a Rafael Nadal en 2022.
Además, ha ganado el Torneo de Basilea en las ediciones de 2022 y 2023 como sucesor del 10 veces campeón del torneo Roger Federer.
Es el único jugador en ganar 3 competiciones por equipo en un año:
la Copa ATP 2022, la Copa Davis 2022 y la Laver Cup 2022, siendo ganador de esta última el equipo mundo por primera vez desde su creación, edición también en la que Roger Federer disputaría su último partido profesional en dobles.

## Carrera profesional
Su mejor ranking individual fue el número 9, tras los dos mejores resultados a nivel de torneos ATP de su carrera: alcanzar la final del Torneo de Río de Janeiro —que perdió contra el serbio Laslo Djere— y llegar a las semifinales en el Masters de Miami, en la que fue derrotado por el estadounidense John Isner; el día 9 de marzo de 2019, en el Masters de Indian Wells, derrotó por primera vez a un top ten, el griego Stéfanos Tsitsipás, número 10 del mundo.
El 13 de febrero de 2022 ganó su primer título de ATP en Róterdam, tras ocho finales perdidas, ante Stéfanos Tsitsipás.
En 2022 ganó junto al resto del equipo de Canadá la Copa ATP 2022 venciendo a España en la final. Sus compañeros fueron Denis Shapovalov, Brayden Schnur y Steven Diez. Gracias a los puntos ganados en dicho torneo, logró ingresar al top 10 del ranking ATP, en la novena posición.

## Juegos Olímpicos

### Dobles mixto

#### Medalla de bronce
| Año  | Torneo     | Pareja             | Oponentes en la final       | Resultado   |
| 2024 | París 2024 | Gabriela Dabrowski | Demi Schuurs Wesley Koolhof | 6-3, 7-6(2) |

## ATP World Tour Masters 1000

#### Finalista (1)
| Año  | Torneo | Superficie    | Ind/Outdoor | Oponente en la final | Resultado     |
| 2024 | Madrid | Tierra batida | Outdoor     | Andrey Rublev        | 6-4, 5-7, 5-7 |

## Títulos ATP (8; 7+1)

### Individual (7)
| Leyenda                         |
| Grand Slam (0)                  |
| ATP World Tour Finals (0)       |
| ATP World Tour Masters 1000 (0) |
| ATP World Tour 500 (3)          |
| ATP World Tour 250 (4)          |

| N.º | Fecha                 | Torneo      | Superficie | Oponente en la final | Resultado           |
| --- | --------------------- | ----------- | ---------- | -------------------- | ------------------- |
| 1.  | 13 de febrero de 2022 | Róterdam    | Dura (i)   | Stefanos Tsitsipas   | 6-4, 6-2            |
| 2.  | 16 de octubre de 2022 | Florencia   | Dura (i)   | Jeffrey John Wolf    | 6-4, 6-4            |
| 3.  | 23 de octubre de 2022 | Amberes     | Dura (i)   | Sebastian Korda      | 6-3, 6-4            |
| 4.  | 30 de octubre de 2022 | Basilea     | Dura (i)   | Holger Rune          | 6-3, 7-5            |
| 5.  | 29 de octubre de 2023 | Basilea (2) | Dura (i)   | Hubert Hurkacz       | 7-6(3), 7-6(5)      |
| 6.  | 11 de enero de 2025   | Adelaida    | Dura       | Sebastian Korda      | 6-3, 3-6, 6-1       |
| 7.  | 2 de febrero de 2025  | Montpellier | Dura (i)   | Aleksandar Kovacevic | 6-2, 6-7(7), 7-6(2) |

#### Finalista (11)
| N.º | Fecha                 | Torneo         | Superficie    | Oponente en la final | Resultado     |
| --- | --------------------- | -------------- | ------------- | -------------------- | ------------- |
| 1.  | 24 de febrero de 2019 | Río de Janeiro | Tierra batida | Laslo Djere          | 3-6, 5-7      |
| 2.  | 25 de mayo de 2019    | Lyon           | Tierra batida | Benoît Paire         | 4-6, 3-6      |
| 3.  | 16 de junio de 2019   | Stuttgart      | Hierba        | Matteo Berrettini    | 4-6, 6-7(11)  |
| 4.  | 16 de febrero de 2020 | Róterdam       | Dura (i)      | Gaël Monfils         | 2-6, 4-6      |
| 5.  | 23 de febrero de 2020 | Marsella       | Dura (i)      | Stefanos Tsitsipas   | 3-6, 4-6      |
| 6.  | 18 de octubre de 2020 | Colonia I      | Dura (i)      | Alexander Zverev     | 3-6, 3-6      |
| 7.  | 7 de febrero de 2021  | Melbourne II   | Dura          | Daniel Evans         | 2-6, 3-6      |
| 8.  | 13 de junio de 2021   | Stuttgart      | Hierba        | Marin Čilić          | 6-7(2), 3-6   |
| 9.  | 20 de febrero de 2022 | Marsella       | Dura (i)      | Andrey Rublev        | 5-7, 6-7(4)   |
| 10. | 5 de mayo de 2024     | Madrid         | Tierra batida | Andrey Rublev        | 6-4, 5-7, 5-7 |
| 11. | 1 de marzo de 2025    | Dubái          | Dura          | Stefanos Tsitsipas   | 3-6, 3-6      |

### Dobles (1)
| Leyenda                         |
| Grand Slam (0)                  |
| ATP Wourld Tour Finals (0)      |
| ATP Masters 1000 World Tour (1) |
| ATP World Tour 500 series (0)   |
| ATP World Tour 250 series (0)   |

| N.º | Fecha                  | Torneo | Superficie | Pareja         | Oponentes en la final   | Resultado              |
| --- | ---------------------- | ------ | ---------- | -------------- | ----------------------- | ---------------------- |
| 1.  | 8 de noviembre de 2020 | París  | Dura (i)   | Hubert Hurkacz | Mate Pavić Bruno Soares | 6-7(3), 7-6(7), [10-2] |

#### Finalista (1)
| N.º | Fecha               | Torneo | Superficie | Pareja         | Oponentes en la final      | Resultado   |
| --- | ------------------- | ------ | ---------- | -------------- | -------------------------- | ----------- |
| 1.  | 20 de junio de 2021 | Halle  | Hierba     | Hubert Hurkacz | Kevin Krawietz Horia Tecău | 6-7(4), 4-6 |

## Clasificación histórica
| Torneos de Grand Slam   |                 |                 |                 |                 |              |              |              |              |              |              |
| Australian Open         | A               | Q2              | 1R              | 4R              | CF           | 4R           | 3R           | 2R           | 0 / 6        | 13-6         |
| Roland Garros           | Q2              | A               | 1R              | 1R              | 4R           | 1R           | 4R           | 1R           | 0 / 6        | 6-6          |
| Wimbledon               | A               | 3R              | ND              | CF              | 1R           | 1R           | 1R           | 2R           | 0 / 6        | 7-6          |
| US Open                 | 1R              | 1R              | 4R              | SF              | 2R           | 1R           | 1R           |              | 0 / 7        | 9-7          |
| Total G-P               | 0-1             | 2-2             | 3-3             | 12-4            | 8-4          | 3-4          | 5-4          | 2-3          | 0 / 25       | 35-25        |
| Torneos de final de año |                 |                 |                 |                 |              |              |              |              |              |              |
| ATP Finals              | No se clasificó | No se clasificó | No se clasificó | No se clasificó | RR           | NSC          | NSC          |              | 0 / 1        | 1-2          |
| Total G-P               | 0-0             | 0-0             | 0-0             | 0-0             | 1-2          | 0-0          | 0-0          | 0-0          | 0 / 1        | 1-2          |
| ATP Tour Masters 1000   |                 |                 |                 |                 |              |              |              |              |              |              |
| Indian Wells            | 2R              | 3R              | ND              | 2R              | 2R           | CF           | 3R           | 2R           | 0 / 7        | 7-7          |
| Miami                   | Q1              | SF              | ND              | 3R              | 2R           | 3R           | 2R           | 3R           | 0 / 6        | 9-6          |
| Montecarlo              | 1R              | 2R              | ND              | 1R              | 2R           | A            | 2R           | 1R           | 0 / 6        | 2-6          |
| Madrid                  | A               | 2R              | ND              | 1R              | CF           | 2R           | F            | 2R           | 0 / 6        | 8-6          |
| Roma                    | A               | 1R              | 1R              | 3R              | CF           | 2R           | 3R           | A            | 0 / 6        | 5-6          |
| Canadá                  | 2R              | 3R              | ND              | 2R              | CF           | 1R           | 1R           | 2R           | 0 / 7        | 5-7          |
| Cincinnati              | A               | 1R              | 2R              | CF              | CF           | 1R           | 3R           |              | 0 / 6        | 9-6          |
| Shanghái                | A               | 2R              | No Disputado    | No Disputado    | No Disputado | 2R           | 2R           |              | 0 / 3        | 1-3          |
| París                   | A               | A               | 1R              | 2R              | SF           | 2R           | A            |              | 0 / 4        | 5-4          |
| Total G-P               | 2-3             | 12-8            | 1-3             | 7-8             | 11-8         | 6-8          | 11-8         | 1-5          | 0 / 51       | 51-51        |
| Representación nacional |                 |                 |                 |                 |              |              |              |              |              |              |
| Juegos Olímpicos        | No disputado    | No disputado    | No disputado    | 1R              | ND           | ND           | 4.º          | ND           | 0 / 2        | 4-3          |
| Copa Davis              | A               | F               | A               | A               | G            | A            | CF           |              | 1 / 3        | 9-3          |
| Copa ATP                | Inexistente     | Inexistente     | CF              | A               | G            | No disputado | No disputado | No disputado | 1 / 2        | 4-5          |
| United Cup              | Inexistente     | Inexistente     | Inexistente     | Inexistente     | Inexistente  | A            | RR           | RR           | 0 / 2        | 1-1          |
| Ganados-Perdidos        | 0-0             | 1-2             | 1-3             | 0-1             | 8-3          | 0-0          | 7-2          | 1-1          | 2 / 9        | 18-12        |
| Estadísticas            |                 |                 |                 |                 |              |              |              |              |              |              |
|                         | 2018            | 2019            | 2020            | 2021            | 2022         | 2023         | 2024         | 2025         | Totales      | Totales      |
| Torneos ATP jugados     | 10              | 21              | 16              | 23              | 26           | 21           | 24           | 18           | 159          | 159          |
| Finales ATP disputadas  | 0               | 3               | 3               | 2               | 5            | 1            | 1            | 3            | 18           | 18           |
| Torneos ATP ganados     | 0               | 0               | 0               | 0               | 4            | 1            | 0            | 2            | 7            | 7            |
| Dura G-P                | 4-7             | 12-11           | 22-16           | 24-15           | 45-16        | 22-15        | 15-15        | 17-8         | 7 / 98       | 161-103      |
| Tierra batida G-P       | 2-3             | 13-9            | 1-3             | 4-6             | 11-7         | 1-3          | 17-8         | 3-5          | 0 / 44       | 52-44        |
| Hierba G-P              | 0-0             | 8-3             | 0-0             | 10-3            | 4-4          | 0-1          | 0-2          | 6-4          | 0 / 17       | 28-17        |
| Ganados-Perdidos        | 6-10            | 33-23           | 23-19           | 38-24           | 60-27        | 23-19        | 32-25        | 26-17        | 7 / 159      | 241-164      |
| Ranking                 | 108             | 21              | 21              | 11              | 6            | 29           | 29           |              | $ 15.725.454 | $ 15.725.454 |

Leyenda
| G | F | SF | CF | #R | RR | C# | P# | NSC | NE | A | Z# | PO | O | P | B | ATP# | TI | TD | ND |

## Challengers y Futures (4+3)
| Leyenda           |
| ----------------- |
| Challengers (4+0) |
| Futures (2+1)     |

### Individuales (6)
| N.º | Fecha      | Torneo    | Superficie    | Oponente                        | Resultado        |
| --- | ---------- | --------- | ------------- | ------------------------------- | ---------------- |
| 1.  | 18.06.2017 | Lyon      | Tierra batida | Mathias Bourgue                 | 6-4, 6-1         |
| 2.  | 09.09.2017 | Sevilla   | Tierra batida | Íñigo Cervantes                 | 6-7(4), 6-3, 6-3 |
| 3.  | 17.06.2018 | Lyon      | Tierra batida | Johan Tatlot                    | 6-7(3), 7-5, 6-2 |
| 4.  | 13.10.2018 | Taskent   | Dura          | Kamil Majchrzak                 | 6-3, 6-2         |
| 5.  | 06.11.2016 | USA F35   | Tierra batida | Juan Manuel Benítez Chavarriaga | 7-5, 7-5         |
| 6.  | 12.03.2017 | Canada F2 | Dura (i)      | Gleb Sakharov                   | 3-6, 6-3, 6-4    |

#### Finalista en individuales (2)
| N.º | Fecha      | Torneo     | Superficie    | Oponente            | Resultado           |
| --- | ---------- | ---------- | ------------- | ------------------- | ------------------- |
| 1.  | 08.05.2016 | España F12 | Tierra batida | Ramkumar Ramanathan | 6-7(1), 2-6         |
| 2.  | 15.01.2017 | USA F3     | Tierra batida | Roberto Cid Subervi | 7-6(4), 6-7(3), 0-6 |

### Dobles (1)
| N.º | Fecha      | Torneo  | Superficie    | Compañero      | Oponentes                | Resultado |
| --- | ---------- | ------- | ------------- | -------------- | ------------------------ | --------- |
| 1.  | 13.11.2016 | USA F36 | Tierra batida | Patrick Kypson | Patrick Daciek Dane Webb | 7-5, 6-1  |

## Ranking ATP al final de la temporada
| Año                      | 2015 | 2016 | 2017 | 2018 | 2019 | 2020 | 2021 | 2022 | 2023 |
| Ranking ATP Individuales | 742  | 613  | 162  | 108  | 21   | 21   | 11   | 6    | 29   |

## Victorias sobre Top 10
| Año       | 2019 | 2020 | 2021 | 2022 | 2023 | 2024 | 2025 | Total |
| --------- | ---- | ---- | ---- | ---- | ---- | ---- | ---- | ----- |
| Victorias | 2    | 0    | 4    | 7    | 1    | 4    | 2    | 20    |

| #    | Jugador            | Ranking | Torneo                                                | Superficie    | Rd | Resultado                    | Auger-Aliassime Ranking |
| ---- | ------------------ | ------- | ----------------------------------------------------- | ------------- | -- | ---------------------------- | ----------------------- |
| 2019 |                    |         |                                                       |               |    |                              |                         |
| 1.   | Stéfanos Tsitsipás | 10      | Masters de Indian Wells, Indian Wells, Estados Unidos | Dura          | 2R | 6–4, 6–2                     | 58                      |
| 2.   | Stéfanos Tsitsipás | 6       | Torneo de Queen's Club, Londres, Reino Unido          | Hierba        | CF | 7–5, 6–2                     | 21                      |
| 2021 |                    |         |                                                       |               |    |                              |                         |
| 3.   | Diego Schwartzman  | 10      | Masters de Roma, Roma, Italia                         | Tierra batida | 2R | 6–1, 6–3                     | 21                      |
| 4.   | Roger Federer      | 8       | Torneo de Halle, Halle, Alemania                      | Hierba        | 2R | 4–6, 6–3, 6–2                | 21                      |
| 5.   | Alexander Zverev   | 6       | Wimbledon, Londres, Reino Unido                       | Hierba        | 4R | 6–4, 7–6(8–6), 3–6, 3–6, 6–4 | 19                      |
| 6.   | Matteo Berrettini  | 8       | Masters de Cincinnati, Cincinnati, Estados Unidos     | Dura          | 3R | 6–4, 6–3                     | 17                      |
| 2022 |                    |         |                                                       |               |    |                              |                         |
| 7.   | Alexander Zverev   | 3       | Copa ATP, Sídney, Australia                           | Dura          | RR | 6–4, 4–6, 6–3                | 11                      |
| 8.   | Andrey Rublev      | 7       | Torneo de Róterdam, Róterdam, Países Bajos            | Dura (i)      | SF | 6–7(5–7), 6–4, 6–2           | 9                       |
| 9.   | Stéfanos Tsitsipás | 4       | Torneo de Róterdam, Róterdam, Países Bajos            | Dura (i)      | F  | 6–4, 6–2                     | 9                       |
| 10.  | Carlos Alcaraz     | 1       | Copa Davis                                            | Dura (i)      | RR | 6–7(3–7), 6–4, 6–2           | 13                      |
| 11.  | Novak Djokovic     | 7       | Laver Cup, Londres, Reino Unido                       | Dura (i)      | RR | 6–3, 7–6(7–3)                | 13                      |
| 12.  | Carlos Alcaraz     | 1       | Torneo de Basilea, Basilea, Suiza                     | Dura (i)      | SF | 6–3, 6–2                     | 9                       |
| 13.  | Rafael Nadal       | 2       | ATP Finals, Turín, Italia                             | Dura (i)      | RR | 6–3, 6–4                     | 6                       |
| 2023 |                    |         |                                                       |               |    |                              |                         |
| 14.  | Holger Rune        | 6       | Torneo de Basilea, Basilea, Suiza                     | Dura (i)      | SF | 6–3, 6–2                     | 19                      |
| 2024 |                    |         |                                                       |               |    |                              |                         |
| 15.  | Casper Ruud        | 6       | Masters de Madrid, Madrid, España                     | Tierra batida | 4R | 6–4, 7–5                     | 35                      |
| 16.  | Daniil Medvédev    | 5       | Juegos Olímpicos, París, Francia                      | Tierra batida | 3R | 6–3, 7–6(7–5)                | 19                      |
| 17.  | Casper Ruud        | 9       | Juegos Olímpicos, París, Francia                      | Tierra batida | CF | 6–4, 6–7(8–10), 6–3          | 19                      |
| 18.  | Casper Ruud        | 8       | Masters de Cincinnati, Cincinnati, Estados Unidos     | Dura          | 2R | 6–3, 6–1                     | 19                      |
| 2025 |                    |         |                                                       |               |    |                              |                         |
| 19.  | Taylor Fritz       | 4       | United Cup, Perth, Australia                          | Dura          | RR | 4–6, 7–5, 6–3                | 29                      |
| 20.  | Daniil Medvédev    | 6       | Torneo de Doha, Doha, Catar                           | Dura          | QF | 6–3, ret.                    | 23                      |